# Liste der Biografien/Cet
Liste der Biografien |
Portal Biografien |
Personensuche
# |
A |
B |
C |
D |
E |
F |
G |
H |
I |
J |
K |
L |
M |
N |
O |
P |
Q |
R |
S |
T |
U |
V |
W |
X |
Y |
Z |
?
 
Ca |
Cb |
Cc |
Ce |
Ch |
Ci |
Cj |
Ck |
Cl |
Cm |
Cn |
Co |
Cr |
Cs |
Ct |
Cu |
Cv |
Cw |
Cy |
Cz
 
Cea |
Ceb |
Cec |
Ced |
Cee |
Cef |
Ceg |
Ceh |
Cei |
Cej |
Cek |
Cel |
Cem |
Cen |
Ceo |
Cep |
Cer |
Ces |
Cet |
Ceu |
Cev |
Cey |
Cez
Die Liste der Biografien führt alle Personen auf, die in der deutschsprachigen Wikipedia einen Artikel haben. Dieses ist eine Teilliste mit 76 Einträgen von Personen, deren Namen mit den Buchstaben „Cet“ beginnt.

## Cet

### Ceta
- Cetățeanu, Ionel-Mihail (* 1935), rumänischer Politiker (PCR)

### Cete
- Cetera, Peter (* 1944), US-amerikanischer Sänger, Songwriter und BassistPeter Cetera (* 1944)

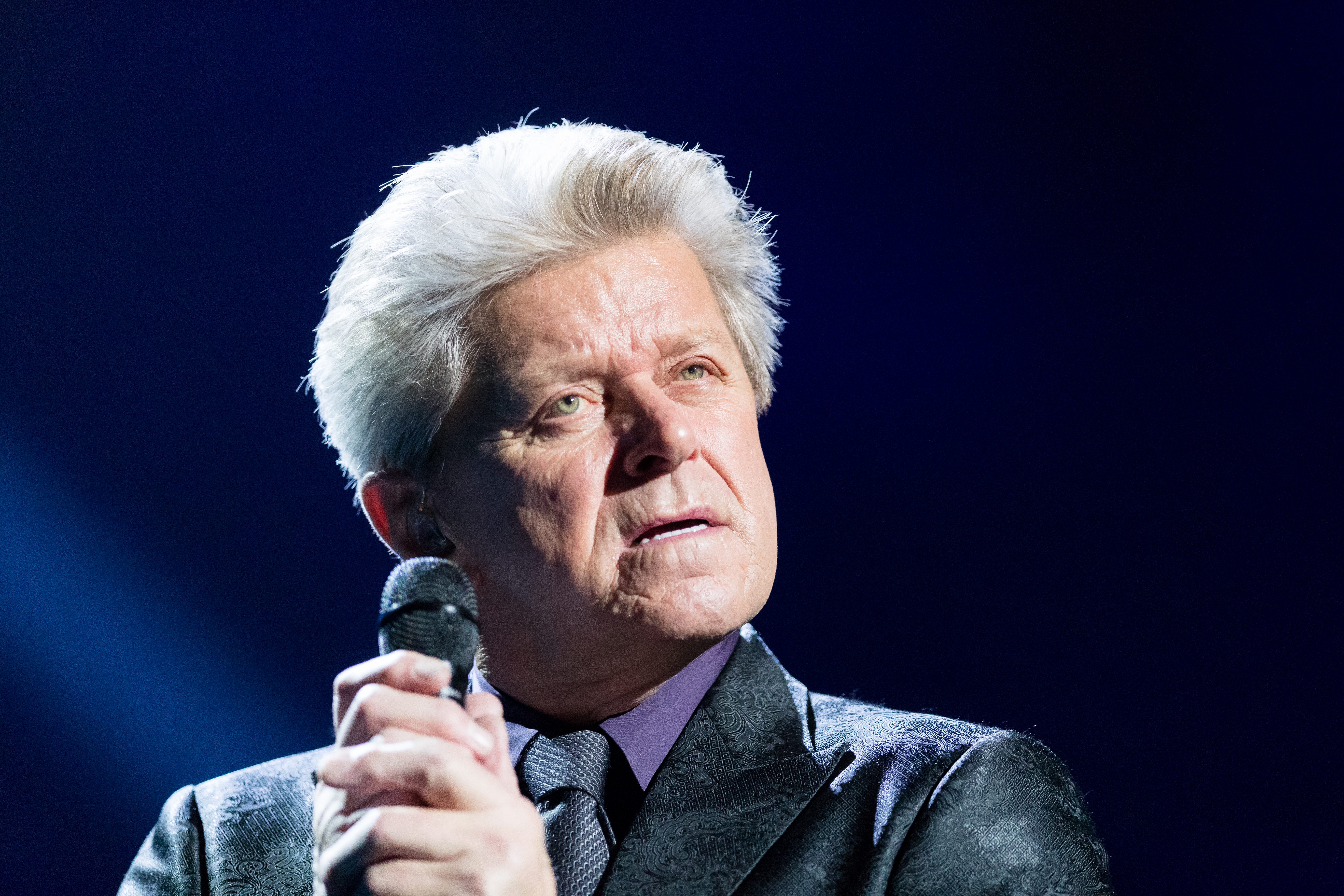
Peter Cetera (* 1944)

- Ceterchi, Ioan (1926–1992), rumänischer Politiker (PCR), Hochschullehrer und Diplomat

### Ceti
- Çetin, Anıl (* 1992), türkischer Fußballspieler
- Çetin, Aydın (* 1980), deutsch-türkischer Fußballspieler
- Çetin, Batuhan (* 1994), türkischer Fußballspieler
- Çetin, Berk (* 2000), türkischer Fußballspieler
- Çetin, Civar (* 1992), türkischer Fußballspieler
- Çetin, Doruk (* 1987), türkischer Filmregisseur, Drehbuchautor, Schauspieler und Produzent
- Çetin, Duran (* 1964), türkischer Schriftsteller
- Çetin, Ender (* 1976), deutscher Imam
- Çetin, Ertuğrul (* 2003), türkischer Fußballtorhüter
- Çetin, Feride (* 1980), türkische Schauspielerin
- Çetin, Fethiye (* 1950), türkisch-armenische Rechtsanwältin, Schriftstellerin und Menschenrechtsaktivistin
- Çetin, Hikmet (* 1937), türkischer Politiker, Vorsitzender der Cumhuriyet Halk Partisi
- Çetin, Mert (* 1997), türkischer Fußballnationalspieler
- Çetin, Oğuz (* 1963), türkischer Fußballspieler
- Çetin, Ömer (* 1990), türkischer Eishockeytorwart
- Cetin, Özlem, türkische Sängerin und Schauspielerin
- Çetin, Recep (* 1965), türkischer Fußballspieler und -trainer
- Çetin, Şahverdi (* 2000), deutsch-türkischer Fußballspieler
- Cetin, Serkan (* 1973), türkisch-deutscher Bodybuilder
- Çetin, Servet (* 1981), türkischer Fußballspieler und -trainerServet Çetin (* 1981)

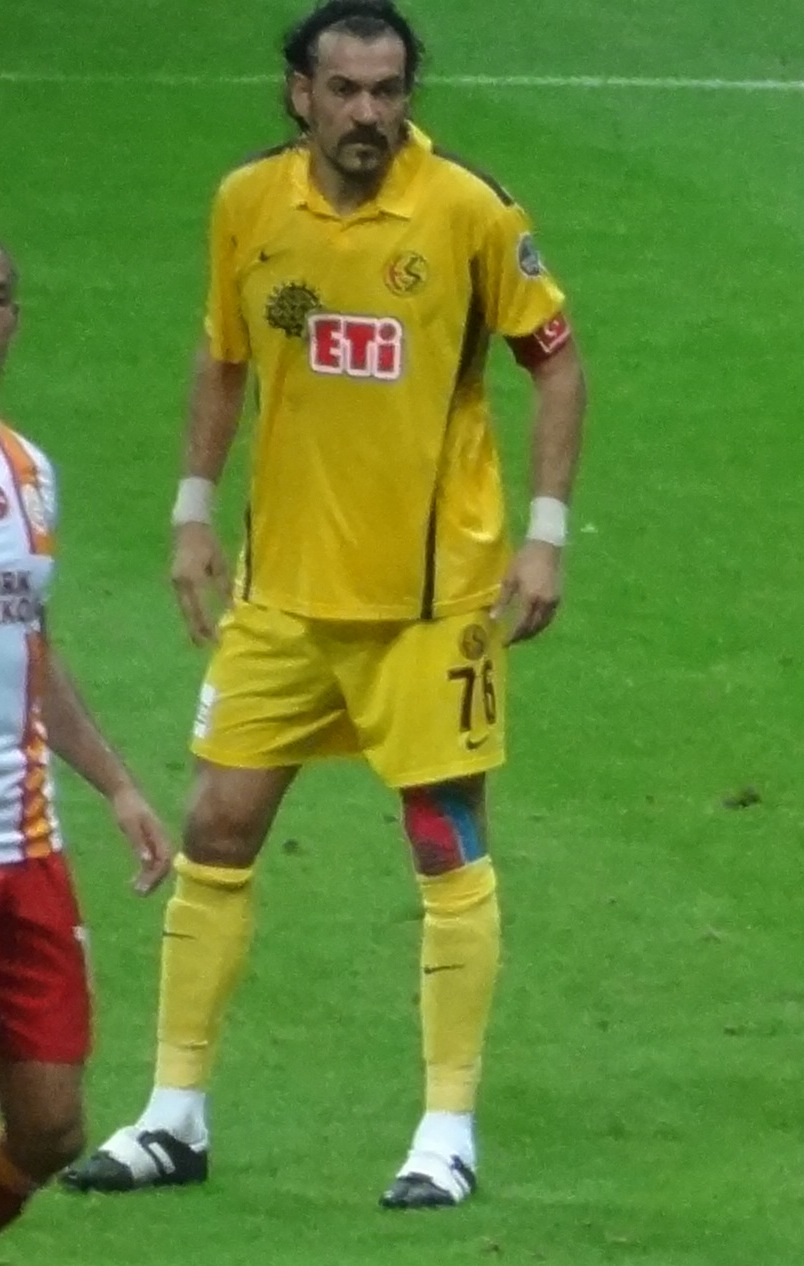
Servet Çetin (* 1981)

- Çetin, Sinan (* 1953), türkischer Filmregisseur, Produzent und Schauspieler
- Çetin, Süheyl (* 1995), türkischer Fußballspieler
- Çetin, Tarık (* 1997), türkischer Fußballtorhüter
- Çetin, Veli (* 1994), türkischer Fußballspieler
- Çetin, Yusuf (* 1954), türkischer Patriarchalvikar und Metropolit von Istanbul und Ankara
- Cetina, Mario (* 1995), kroatischer Fußballspieler
- Çetiner, Ali (* 1925), türkischer Radrennfahrer
- Çetiner, Raşit (* 1956), türkischer Fußballspieler
- Cetinkaya, Aleksan (* 1980), deutsch-türkischer Schauspieler
- Çetinkaya, Ali (1878–1949), osmanisch-türkischer Offizier und türkischer Politiker
- Çetinkaya, Berat (* 1991), türkischer Fußballspieler
- Çetinkaya, Duygu (* 1986), türkische Schauspielerin
- Çetinkaya, Erdem (* 2001), türkischer Fußballspieler
- Çetinkaya, Ersel (* 1990), türkischer Fußballtorhüter
- Çetinkaya, Gürkan (* 1987), türkischer Eishockeyspieler
- Çetinkaya, Hüseyin (* 1953), türkischer Fußballspieler
- Çetinkaya, Kelime (* 1982), türkische Skilangläuferin
- Çetinkaya, Olcay (* 1979), türkischer Fußballtorhüter
- Çetinkaya, Özcan (* 1978), türkischer Boxer
- Cetinkaya, Serkan (* 1974), deutscher Schauspieler
- Cetinkaya, Yasemin (* 1988), deutsche Schauspielerin
- Cetinski, Tony (* 1969), kroatischer Musiker und SängerTony Cetinski (* 1969)

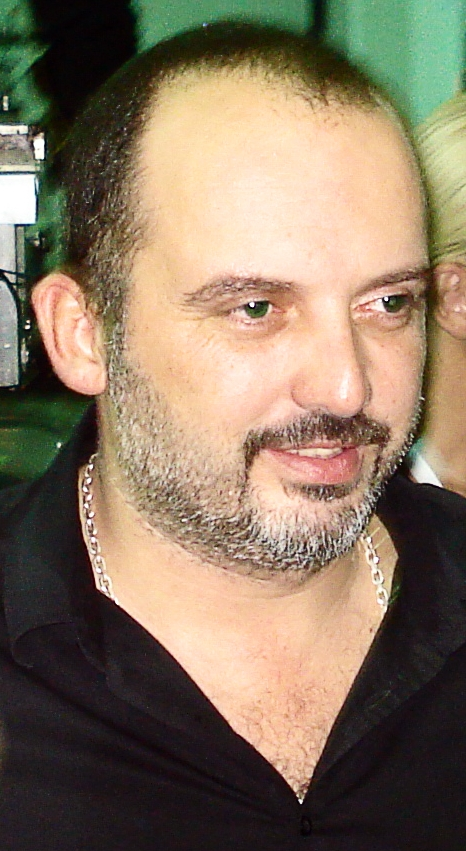
Tony Cetinski (* 1969)

- Çetinyan, Araksi, türkische Schönheitskönigin
- Cetius Faventinus, Marcus, römischer Schriftsteller

### Cetk
- Ćetković, Đorđije (* 1983), montenegrinischer Fußballspieler
- Ćetković, Sergej (* 1975), montenegrinischer Sänger
- Cetkovská, Petra (* 1985), tschechische Tennisspielerin

### Cetl
- Cetlinski, Matthew (* 1964), US-amerikanischer Schwimmer

### Cetn
- Cetnarski, Mateusz (* 1988), polnischer Fußballspieler

### Ceto
- Cetoloni, Rodolfo (* 1946), italienischer Ordensgeistlicher, emeritierter römisch-katholischer Bischof von Grosseto

### Cetr
- Cetrangolo, Paul (* 1978), australischer Fußballschiedsrichterassistent
- Cetrulo, Dean (1919–2010), US-amerikanischer Fechter

### Cets
- Cetshwayo († 1884), letzter souveräner König der Zulu (1872–1879) und ihr Führer im ZulukriegCetshwayo († 1884)

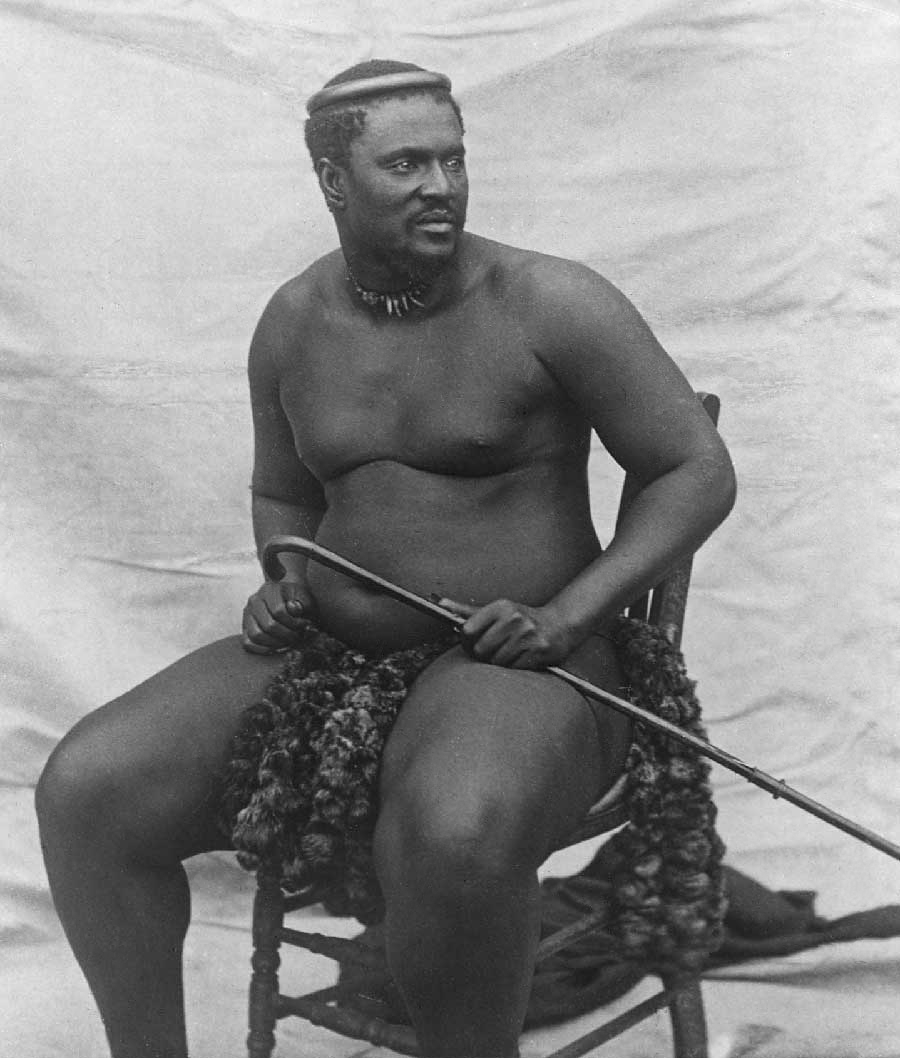
Cetshwayo († 1884)

- Cetsün Sherab Chungne, Geistlicher der Shalu-Schule und Gründer des Klosters Shalu

### Cett
- Cetti, Francesco (1726–1778), italienischer Mathematiker und Zoologe
- Cetti, Francesco (1860–1925), norwegischer Schausteller, Hungerkünstler und Ballonfahrer
- Cetti, Gian Menico (1780–1817), Schweizer Übersetzer
- Cetto, Ana María (* 1946), mexikanische Physikerin
- Cetto, Anna Maria (1898–1991), deutsche Kunsthistorikerin
- Cetto, Anton von (1756–1847), deutscher Verwaltungsjurist und Diplomat
- Cetto, Anton Wilhelm von (1835–1906), bayerischer Offizier und Diplomat
- Cetto, August von (1794–1879), königlich bayerische Diplomat, Staatsrat und Kämmerer
- Cetto, Bruno (1921–1991), italienischer Mykologe und Autor
- Cetto, Carl Philipp (1806–1890), deutscher Unternehmer und Politiker
- Cetto, Gitta von (1908–2010), deutsche Schriftstellerin und Journalistin
- Cetto, Johann Baptist (1671–1738), deutscher Wachsbossierer
- Cetto, Karl (1774–1851), deutscher Kaufmann, Bürgermeister und Landtagspräsident
- Cetto, Mauro (* 1982), argentinischer Fußballspieler
- Cetto, Max (1903–1980), deutsch-mexikanischer Architekt
- Cetto, Nikolaus Engelbert (1713–1746), deutscher Wachsbossierer
- Cetto, Philipp Jakob (1733–1793), deutscher Kaufmann
- Cetto, Ralf (* 1965), deutscher Jazzmusiker (Kontrabass, E-Bass, Komposition)

### Cetv
- Četvertak, Ilja (* 1997), litauischer Eishockeyspieler